# 香月駅
香月駅（かつきえき）は、かつて福岡県北九州市八幡西区大字香月に設置されていた、日本国有鉄道（国鉄）香月線の駅（廃駅）である。香月線の廃止に伴い、1985年（昭和60年）4月1日に廃駅となった。
なお当駅は北九州市内に存在したが、その中心駅である小倉駅へ出るにはいったん中間市・水巻町を経由しなければならない「飛び地駅」（福知山線の道場駅と同様）であったため、特定都区市内の対象からは外されていた。

## 歴史
- 1908年（明治41年）7月1日：国鉄筑豊本線貨物支線中間駅 - 当駅間開業に伴い、貨物駅として設置[1]。
- 1911年（明治44年）10月1日：旅客取り扱いを開始し、一般駅となる[1]。同時に、中間駅 - 当駅間が香月線として筑豊本線から独立。
- 1915年（大正4年）1月1日：鞍手軽便鉄道（後の筑豊鉄道（2代））が当駅 - 野面駅間開業。
- 1916年（大正5年）4月1日：荷物取り扱いを開始[1]。
- 1954年（昭和29年）10月1日：筑豊鉄道（2代）の当駅 - 野面駅間廃止。
- 1974年（昭和49年）10月1日：貨物取り扱い廃止[1]。
- 1984年（昭和59年）2月1日：荷物取り扱い廃止[1]。
- 1985年（昭和60年）4月1日：香月線の全線廃止に伴い、廃駅となる[1]。

## 駅構造
廃止時は単式ホーム1面1線を持つ有人駅で、本線のほか機回し線を有した。

## 利用状況
1962年（昭和37年）度の1日平均乗車人員は732人である。。

## 輸送量・収入
| 年度 | 旅客（人） | 貨物量（トン） | 旅客収入（円） | 貨物収入（円） |
| ---- | ---------- | -------------- | -------------- | -------------- |
| 1924 | 202,727    | 314,849        | 49,437         | 213,646        |
| 1928 | 223,495    | 364,414        | 48,168         | 251,054        |
| 1931 | 170,083    | 238,660        | 30,255         | 170,924        |
| 1935 | 183,385    | 399,426        | 34,978         | 286,411        |

- 福岡県統計書各年度版より

## 現状

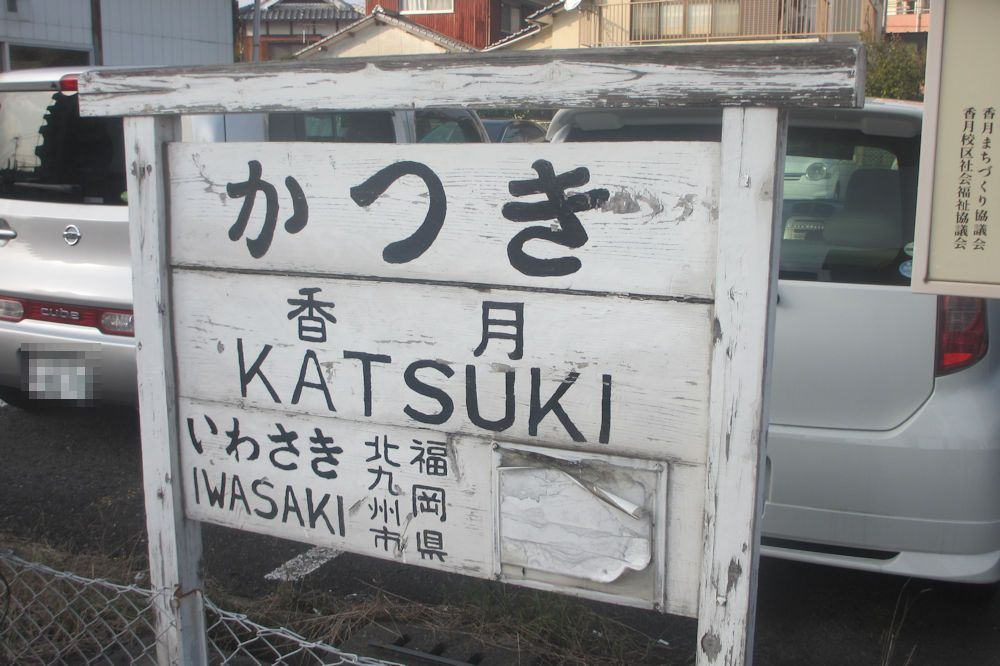
保存されている国鉄香月駅駅名標（2016年11月）

跡地は西鉄バス香月営業所となっており、その一角には当駅の駅名標と説明板が設置されている。

## 隣の駅
日本国有鉄道
香月線
岩崎駅 - 香月駅
筑豊鉄道
筑豊鉄道線
香月駅 - 木屋瀬駅